# 아사드 샤 살해 사건
아사드 샤 살해 사건은 2016년 3월 24일 스코틀랜드 글래스고에서 아흐마드파 이슬람 상인이 종교적인 동기로 살해된 사건이다. 살인범은 수니파 이슬람교도인 탄비르 아흐메드이며, 예언자라고 주장하는 샤를 대면할 의도로 잉글랜드 브래드퍼드에서 운전하여 왔다. 샤는 유튜브 동영상에서 자신이 예언자라고 주장했다고 전해진다. 주류 이슬람은 무함마드를 마지막 예언자로 여기기 때문에, 아흐메드는 샤의 주장을 신성모독이라고 생각했다. 영국 내 일부 이슬람교도들과 모스크는 그의 행동을 칭찬했다. 아흐메드는 최소 27년의 형기를 포함한 종신형을 선고받았다.

## 살해
아흐메드는 2016년 3월 24일 글래스고에 도착하여 숄랜즈에 있는 자신의 가게 카운터 뒤에서 일하던 샤를 대면했다. 그는 샤에게 자신의 견해를 철회하라고 요구했다. 샤는 이를 거부하고 선의의 제스처로 아흐메드와 악수하려 했다. 아흐메드는 칼을 뽑아 샤를 반복적으로 찔러 대응했다. 샤는 가게 밖으로 도망쳐 탈출하려 했지만, 아흐메드는 샤의 형제 아타르의 개입에도 불구하고 계속 공격했다. 샤가 상처로 쓰러진 후, 아흐메드는 그의 머리와 얼굴을 반복적으로 짓밟았다. 그는 그리고 나서 버스 정류장으로 짧은 거리를 걸어가 경찰을 기다렸다. 경찰이 도착하여 그에게 접근하자, 그는 경찰에게 "나는 당신들이 하는 일을 존경하고 당신들에게 아무런 감정이 없으니 해치지 않을 것이다. 나는 법을 어겼고 당신들이 나를 대하는 방식에 감사한다"고 말했다고 전해진다.

### 살해 동기
아흐메드는 체포되어 구금된 후, 변호사를 통해 살해 동기를 설명하는 성명을 발표했다. "이 모든 일은 한 가지 이유 때문에 일어났으며 다른 문제나 의도는 없었다. 아사드 샤는 이슬람의 사자이신 예언자 무함마드(그에게 평화가 있기를)를 모독했다. 샤 씨는 자신이 예언자라고 주장했다." 아흐메드는 파키스탄의 엄격한 신성모독법 완화를 제안한 펀자브 주지사 살만 타시르를 암살한 파키스탄 수니파 뭄타즈 카드리의 추종자였다. 암살죄로 교수형을 당한 카드리와 마찬가지로, 아흐메드는 무함마드의 명예를 지키는 데 헌신하는 다와트 이 이슬라미라는 종교 단체에 속해 있다. 이 단체는 아흐메드의 범죄를 용납하지 않는다는 성명을 발표했다.

### 살해 반응

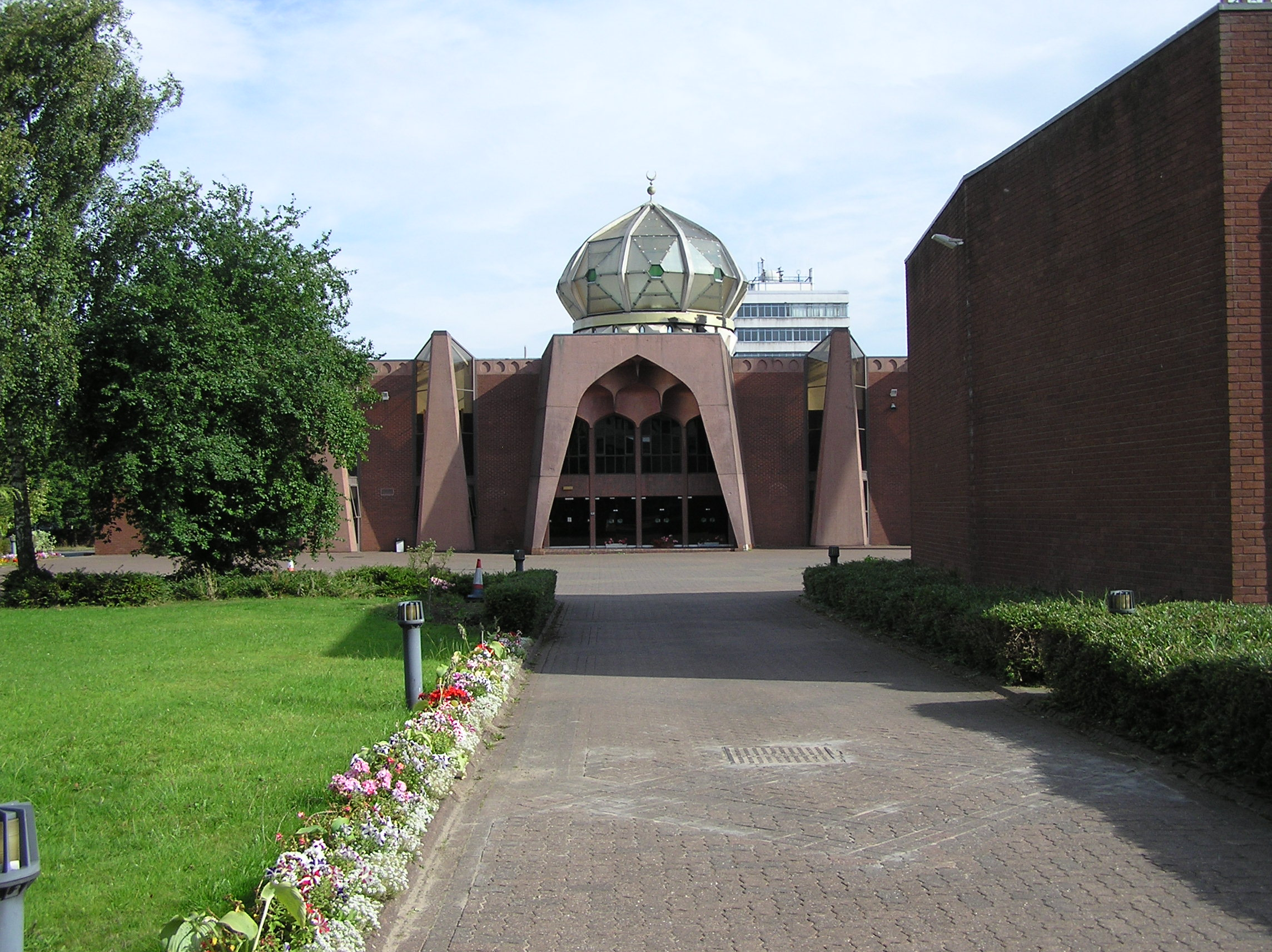
글래스고 중앙 모스크 대표들은 샤를 추모하는 추모식 초대를 거부했다.

스코틀랜드의 행정수반 니컬라 스터전은 500여 명의 다른 사람들과 함께 샤를 위한 추모식에 참석했다. 아흐마드파 공동체는 살해 사건에 대해 다음과 같은 성명을 발표했다. "어떤 사회에서든 모든 시민은 안전할 권리가 있으며, 정부와 경찰은 시민을 최대한 보호해야 한다. 이 맥락에서 정부는 모든 형태의 극단주의를 뿌리 뽑아야 하며, 아흐마드파 무슬림 공동체는 수년 동안 이의 중요성에 대해 이야기해왔다." 아흐마드파 공동체는 스코틀랜드에서 반극단주의 캠페인을 벌였다. 시크교, 유대교, 기독교 공동체 대표들은 캠페인 출범식에 참석했으며, 글래스고 중앙 모스크와 스코틀랜드 무슬림 협의회에도 초청장이 전달되었다. 가디언은 모스크와 협의회 모두 "마지막 순간에" 사과하며 초대를 거절했다고 보도했다.

### 희생자
아사드 샤는 40세로 파키스탄 라브와에서 태어났다. 그는 1998년 파키스탄에서 스코틀랜드로 이주하여 망명 허가를 받았다. 그는 글래스고 숄랜즈에서 상점을 운영했다.

### 살인범
탄비르 아흐메드는 브래드퍼드에 살며 우버 미니캡 운전사로 일했던 수니파 이슬람교도로, 샤처럼 파키스탄에서 영국으로 이주했다. 유죄 판결 당시 그의 나이는 32세였다. 2016년 7월 7일, 그는 살인을 인정했다. 2016년 8월 9일, 글래스고 고등법원에서 레이 판사는 그에게 최소 27년의 형기를 포함한 종신형을 선고했다. 판사는 샤가 그를 아는 사람들에게 "어떤 신앙을 가진 사람들에게든 존경심을 보이려 애썼던 평화롭고 평화를 사랑하는 사람이자 가장"으로 여겨졌다고 말했다. 그녀는 그의 살해가 "무자비한 폭력의 끔찍한 전시"였으며, 아흐메드에게 "지역 사회의 기둥이었던 매우 사랑받는 사람을 야만적이고 계획적이며 전적으로 정당화될 수 없는 살해"에 대한 책임이 있다고 말했다.
선고를 들은 살인범은 "무함마드는 예언자이며, 그가 유일하다"고 외쳤다. 방청석에 있던 그의 지지자들은 연대를 표하며 다시 외쳤다.

## 법률 검토
로드 애드버킷 제임스 울프는 이 살해 사건의 결과로 종교적 편견으로 가중된 범죄를 규율하는 법적 기준에 대한 검토를 공식적으로 권고했다.